# 莎莎嘉嘉站起來
《莎莎嘉嘉站起來》（英語：Sisters of the World Unite）是一部1991年香港喜劇片，由張艾嘉策劃，並擔任製作人、編劇、協同導演，並由張艾嘉、葉蒨文、岑建勳、爾冬陞、吳大維主演。本片獲提名第11屆香港電影金像獎最佳電影配樂及最佳電影歌曲。

## 劇情
劉嘉嘉與劉莎莎是一對年紀相差八歲的姐妹。嘉嘉大學一畢業就結婚，兒子念了大學、老公疑似有了外遇，四十歲就提前面對空巢期的難堪，決定離家出走搬去與妹妹同住；莎莎是一位獨立自主的廣告導演，但也是同事婚外情的對象，狠心與男友斷絕往來後，卻發現自己愛上外甥的大學學長--一個小她10歲的大男生。

## 演員
- 張艾嘉 飾 劉嘉嘉 (姐，家庭主婦/烹飪學校老師，41歲)
- 葉蒨文 飾 劉莎莎 (妹，廣告導演，33歲)
- 岑建勳 飾 姚寶寶 (嘉嘉之夫)
- 爾冬陞 飾 莊尼 (莎莎前男友/廣告公司同事)
- 吳大維 飾 雷 (莎莎新任男友/熱衷環保運動的大學生)
- 姚草草 (嘉嘉與寶寶的獨生子，雷的學弟)

## 電影歌曲

### 主題曲
| 歌名                     | 演唱者 | 作曲   | 填詞   | 編曲   |
| 【粵】〈春風秋雨〉       | 葉蒨文 | 李宗盛 | 林振強 | 袁卓繁 |
| 【國】〈這樣愛你對不對〉 | 陳淑樺 | 李宗盛 | 李宗盛 | 鮑比達 |

### 插曲
| 歌名                 | 演唱者 | 作曲           | 填詞   | 編曲   |
| 〈我的愛和別人一樣〉 | 葉蒨文 | 伊斯干達伊斯邁 | 劉虞瑞 | 何國杰 |

## 獎項
| 年份 | 頒獎典禮             | 獎項         | 名單                                                | 結果 |
| ---- | -------------------- | ------------ | --------------------------------------------------- | ---- |
| 1992 | 第11屆香港電影金像獎 | 最佳電影配樂 | 李宗盛、Ken Shima                                   | 提名 |
| 1992 | 第11屆香港電影金像獎 | 最佳電影歌曲 | 〈春風秋雨〉 主唱：葉倩文 作曲：李宗盛 填詞：林振強 | 提名 |

## 周邊商品
- 電影小說《莎莎與嘉嘉站起來》，張艾嘉故事，彭樹君小說，1991年12月1日，皇冠出版社出版，ISBN：9573306697

## 外部連結
- 香港影庫上《莎莎嘉嘉站起來》的資料（繁體中文）
- 豆瓣电影上《莎莎嘉嘉站起來》的資料 （简体中文）
- 时光网上《莎莎嘉嘉站起來》的資料（简体中文）
- 互联网电影数据库（IMDb）上《莎莎嘉嘉站起來》的资料（英文）